# Styppeiochloa hitchcockii
Styppeiochloa hitchcockii är en gräsart som först beskrevs av Aimée Antoinette Camus, och fick sitt nu gällande namn av Thomas Arthur Cope. Styppeiochloa hitchcockii ingår i släktet Styppeiochloa och familjen gräs. Inga underarter finns listade i Catalogue of Life.